# Lacanobia achates
Lacanobia achates là một loài bướm đêm trong họ Noctuidae.